# Billy Frick
Billy Frick (* 21. September 1911 in Zürich; † 7. Januar 1977 ebenda) war ein Schweizer Schauspieler und Filmproduzent.

## Leben
Billy Frick hatte französischsprachige Eltern, mit denen er oft Frankreich bereiste. Als Erwachsener übernahm er zunächst die Tischlerei seines Vaters. Er kam erst nach dem Zweiten Weltkrieg ins Filmgeschäft, mit einer Rolle in Fanny Hill (1964), seinem ersten Film. Später spielte er hauptsächlich in französischen Filmen. Seine häufigste Rolle ist die der Verkörperung des Adolf Hitler. Darüber hinaus war er auch Filmproduzent.
Billy Frick starb im Alter von 65 Jahren am 1. Januar 1977 in Zürich.

## Filmografie
Schauspieler
- 1964: Fanny Hill
- 1966: Brennt Paris? (Paris brûle-t-il?)
- 1970: Yucca Flat – Die verrückteste Stadt des wilden Westens (The Phantom Gunslinger)
- 1971: Appointment with Destiny (Fernsehserie, eine Folge)
- 1974: How to Seduce a woman
- 1977: Nazis dans le métro

Produzent
- 1964: Fanny Hill